# Budapesti Helyiérdekű Vasút
De Budapesti Helyiérdekű Vasút is een netwerk van voorstadstreinen in de Hongaarse hoofdstad Boedapest. Helyiérdekű vasút (afgekort HÉV), betekent "trein van lokaal belang". De HÉV-lijnen worden echter niet uitgebaat door de nationale spoorwegmaatschappij MÁV, maar door het Boedapestse stadsvervoerbedrijf Budapesti Közlekedési Zrt. (BKV). Op deze lijnen gelden dan ook - binnen de grenzen van Boedapest - de gewone kaartjes en abonnementen die over het hele openbaar vervoersnet van Boedapest gelden.
Vroeger was er een heel netwerk van HÉV-lijnen, daarvan zijn nu nog maar een paar restanten over. De vier overgebleven lijnen zijn die naar:
- H5  Szentendre in het noorden. Deze lijn vertrekt aan Batthyány tér (in Boeda), waar op metrolijn M2 kan worden overgestapt.
- H6  Ráckeve in het zuiden. Deze lijn vertrekt in het zuiden van Pest en is niet verbonden met het metronet.
- H7  Csepel in het zuiden. Deze lijn vertrekt aan Boráros tér (in Pest) en is (nog) niet verbonden met het metronet.
- H8  Csömör en Gödöllő in het noordoosten. Deze lijn vertrekt aan Örs vezér tere (in Pest), waar eveneens een overstap op metrolijn M2 bestaat.

In de verre toekomst zou de paarse metrolijn 5 de noordelijke lijn naar Szentendre en de zuidelijke lijn naar Csepel integreren via het Margiteiland, het Weststation en de andere vier metrolijnen. De eerste stap is in 2021 gezet met de aanbesteding voor het ontwerp van het eerste deel van metrolijn 5. Deze zal de lijnen H6 en H7 bundelen vanaf Közvágóhíd (het huidige eindpunt van lijn H6) via een ondergronds tracé richting Boráros tér en dan eindigenden bij het metrostation Kálvin tér in het hart van Boedapest.
De actiegroep Városi és Elővárosi Közlekedési Egyesület ("Vereniging voor het stedelijke en voorstedelijke vervoer") vraagt bovendien om ook de lijn naar Csömör om te bouwen tot een verlenging van metrolijn 2, maar deze plannen lijken van de baan.

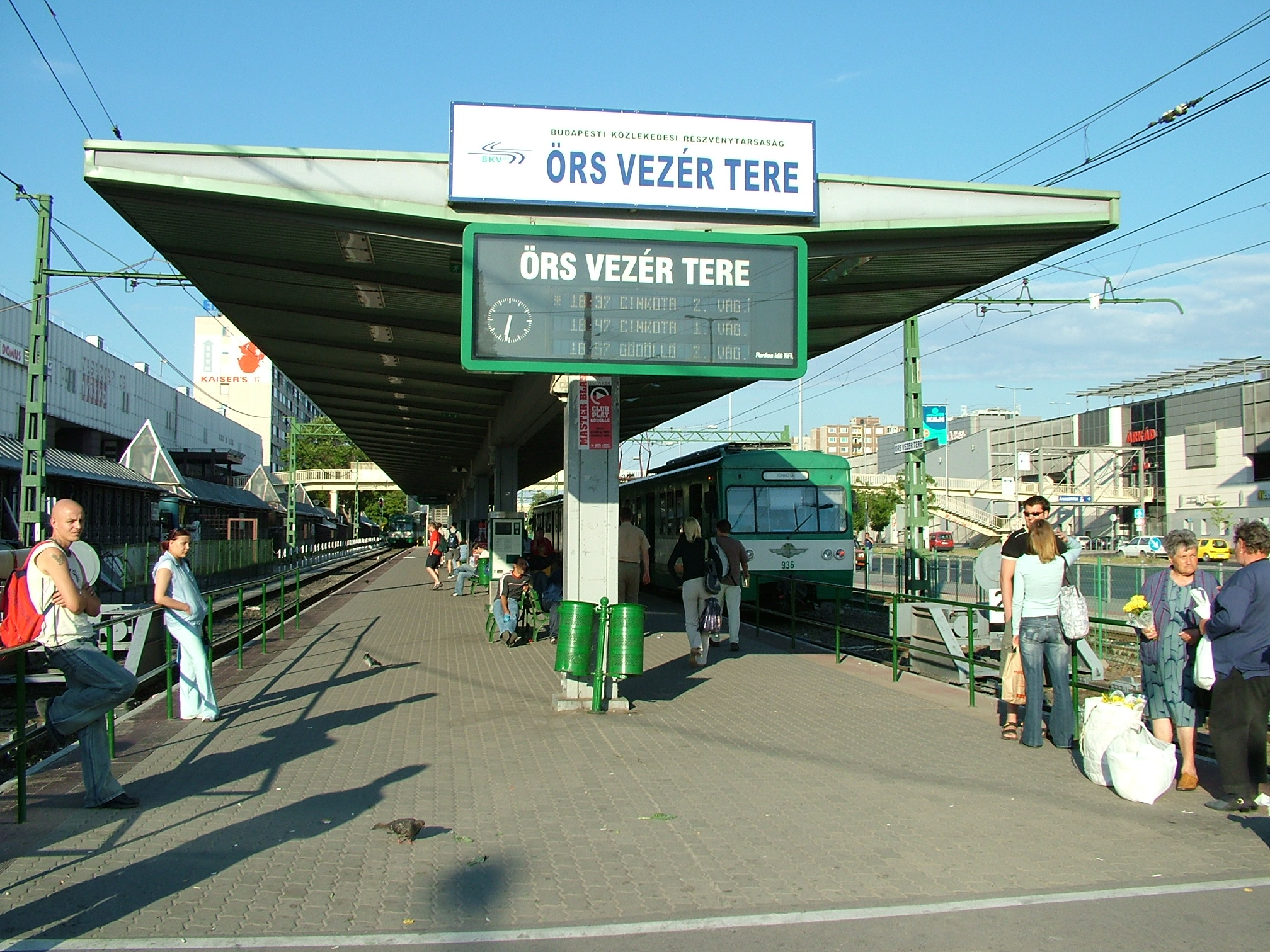
Een HÉV-treinstel bij Örs vezér tere, eindstation van de lijnen naar Gödöllő en Csömör
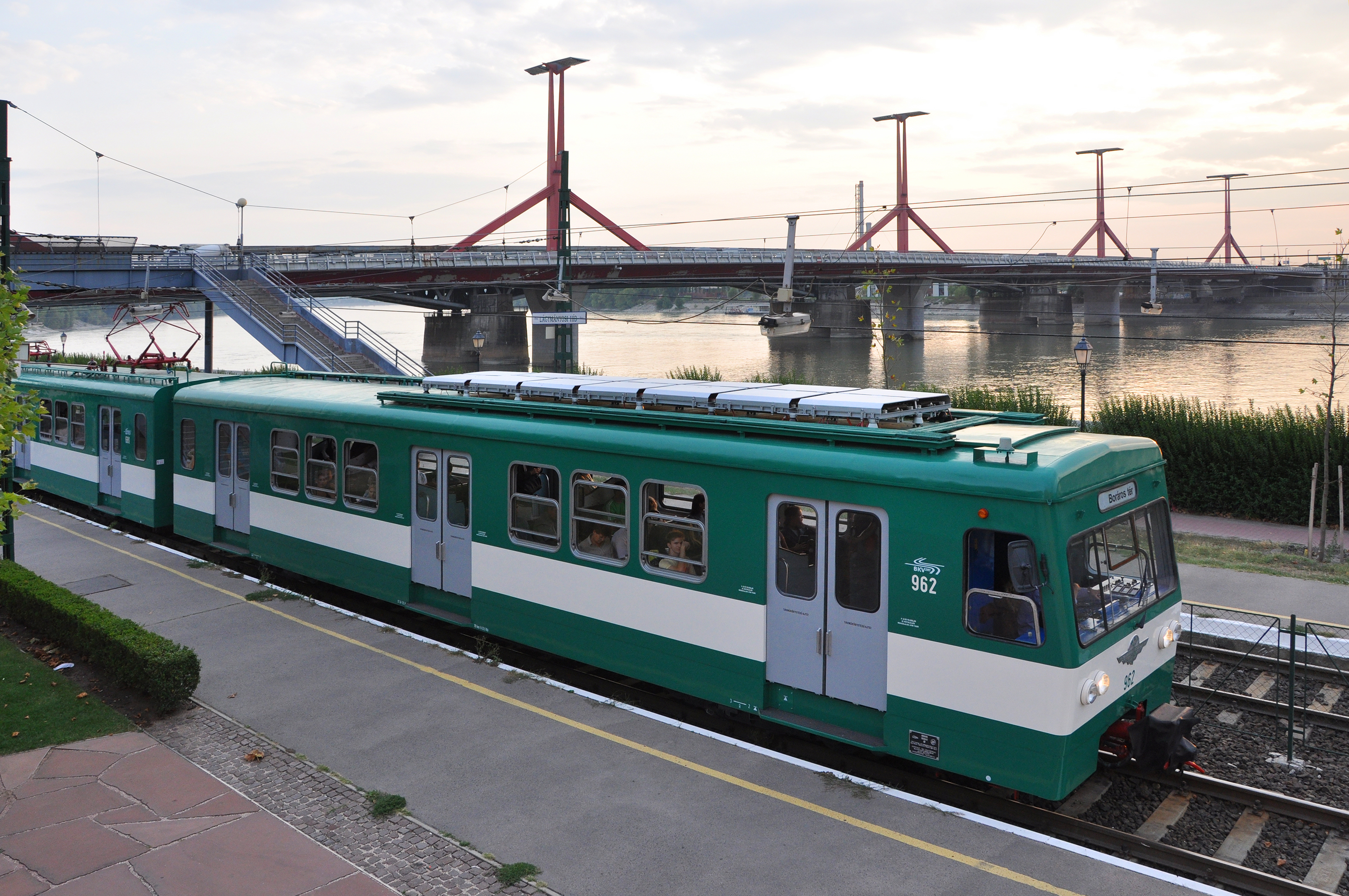
Een HÉV-treinstel op de lijn naar Csepel, bij de halte Lágymányosi híd